# Шмутер, Леонид Борисович
Леонид Борисович Шмутер (род. 3 мая 1969, Харьков) — украинский шахматист, международный мастер (1992). Чемпион Израиля по рапиду (1998). 
Тренировался у С. Шедея. Окончил Харьковский институт инженеров коммунального строительства. 
Среди учеников А. Моисеенко. 
В 1994 году репатриировал в Израиль.

## Спортивные достижения
| Год  | Город         | Турнир            | + | − | = | Результат | Место |
| ---- | ------------- | ----------------- | - | - | - | --------- | ----- |
| 1990 | Симферополь   | Чемпионат УССР    | 2 | 2 | 6 | 5 из 10   | 5     |
| 1992 | Симферополь   | Чемпионат Украины | 4 | 3 | 7 | 7½ из 14  | 7—8   |
| 1995 | Ришон-ле-Цион |                   |   |   |   |           | 1     |

## Изменения рейтинга
| Графики недоступны из-за технических проблем. См. информацию на Фабрикаторе и на mediawiki.org. |